# Годнев, Иван Николаевич
Ива́н Никола́евич Го́днев (20 февраля 1908, Ярославль — 8 марта 1981, Иваново) — советский физик и химик, доктор химических наук, профессор.

## Биография
Родился в семье причетника Костромской епархии Николая Дмитриевича Годнева (?—1937) и мелкопоместной дворянки Веры Ивановны (при рождении Лебединская; ?—1916), которые в 1892 году против воли родителей жены вступили в брак и переехали в Ростов, в 1899 году — в Ярославль. Помимо Ивана, в семье было шестеро детей: Тихон Николаевич Годнев (1893—1982), Сергей Николаевич Годнев (1894—?), Дмитрий Николаевич Годнев (1895—?), Варвара Николаевна Годнева (1896—?), Мария Николаевна Годнева (1897—?) и Софья Николаевна Годнева.
В 1918 году, во время мятежа, дом Годневых сгорел, после чего Иван жил у тёти в селе Высоково. В 1924 году переехал в Иваново, где жил у брата Тихона (тогда преподавателя аграрного факультета Ивановского педагогического института) и окончил школу. В 1929 году окончил химический факультет ИвПИ.
В 1929—1930 годах был техническим сотрудником лаборатории физической химии ИвПИ, в 1930—1935 годах — ассистентом кафедры физической химии Ивановского химико-технологического института, в 1935—1949 годах — доцентом. В 1937 году защитил кандидатскую диссертацию, в 1948 году — докторскую диссертацию в Научно-исследовательском физико-химическом институте имени Л. Я. Карпова в Москве, в 1949 году стал профессором. В 1938—1976 годах был заведующим кафедрой, в 1976—1981 годах — профессором-консультантом.
В 1951—1952 году брат Ивана Тихон (тогда действительный член Академии наук БССР) приглашал его переехать в Минск и баллотироваться в члены-корреспонденты АН БССР, но Иван отказался.
В 1981 году скончался от рака лёгкого.

### Личная жизнь
- Жена (с 1940 года) — Серафима Николаевна Прыткова (1918—1996).
  - Сын — Владимир Иванович Годнев (1945—1969).
  - Дочь — Мария Ивановна Годнева (род. 1950), доцент кафедры физики Московской государственной текстильной академии.

## Научная деятельность
Три основные направления исследований Годнева: квантовая механика многоатомных молекул, статистическая термодинамика и решение конкретных практических задач химической и оборонной промышленности.
На протяжении многих лет был членом комиссии по химической термодинамике при Академии наук СССР, членом редакторской коллегии журнала «Химия и химическая технология».
Является автором более ста тридцати научных работ. Под его руководством было защищено семнадцать кандидатских диссертаций и трёх докторских диссертаций.

## Награды
- 1943 — медаль «За трудовую доблесть»[1].
- 1945 — медаль «За доблестный труд в Великой Отечественной войне 1941—1945 годов».
- 1953 — Орден Трудового Красного Знамени.
- 1960 — медаль «За трудовое отличие».
- 1975 — медаль «Тридцать лет победы в Великой Отечественной войне 1941—1945 годов».
- 1979 — медаль «Ветеран труда».

### Комментарии
1. ↑  В 1886 году окончил Московскую духовную академию, получил степень кантора богословия за «Трактат Феофана» об исследовании Святого Духа. В 1888 году стал учителем Задонского духовного училища, в 1894 году — учителем греческого языка и черчения Ярославской гимназии. После Октябрьской революции продолжал работу учителем. В 1925—1928 годах был священником села Николо-Ширь Горьковского края. В 1929—1937 годах жил на иждивении сына. В 1937 году умер по болезни в деревне Печенкино Горьковского края.
2. ↑  Её родителями были Иван Львович Лебединский (1826—1899) и Варвара Алексеевна (при рождении Немова). Иван Львович был другом Н. А. Добролюбова.
3. ↑  Все старшие братья Ивана окончили Императорский Московский университет.